# Federação de Trabalhadores da Região Espanhola

Selo da Federação de Trabalhadores da Região Espanhola da AIT.

A Federação de Trabalhadores da Região Espanhola (em espanhol Federación de Trabajadores de la Región Española) foi uma organização  de caráter anarquista e sindicalista fundada em Barcelona em 1881 pela iniciativa de Josep Llunas i Pujals, Rafael Farga Pellicer e Antoni Pellicer, após a dissolução da Federación Regional Española, seção espanhola da Associação Internacional dos Trabalhadores, também conhecida como a Primeira Internacional.
Foi fundada pela iniciativa nomeadamente de Josep Llunas i Pujals, Rafael Farga Pellicer e Antoni Pellicer. Destacou nela Anselmo Lorenzo.
A Federação evoluiria ao longo da década de 1880 na Organização Anarquista da Região Espanhola (O.A.R.E.) à qual o governo imputou as ações da organização Mano Negra. Internamente destacaram os confrontos entre o setor coletivista bakunista e o setor comunista libertário kropotkiniano.
A partir de 1910 o movimento anarquista espanhol organizou-se em torno à recém fundada, a partir do segundo congresso de Solidariedade Operária, a Confederação Nacional do Trabalho.